# Symphonisches Tonwerk im Stil einer Ouvertüre
Das Symphonische Tonwerk im Stil einer Ouvertüre ist eine Ouvertüre von Georg Wilhelm Rauchenecker. Es handelt sich dabei neben La graine de coquelicot und Souvenirs d'Aix um den einzigen Beitrag Raucheneckers auf dem Gebiet der Ouvertüre. 

## Entstehung
Rauchenecker war von 1873 bis 1884 Musikdirektor in Winterthur. 1880 schrieb er das Symphonische Tonwerk im Stil einer Ouvertüre als Auftragskomposition des Musikkollegiums von Winterthur zu dessen 250-jährigem Bestehen. Das Werk wurde unter Raucheneckers Leitung am 10. April 1880 im Casino Winterthur uraufgeführt. Die Ouvertüre erlebte bisher nur noch zwei weitere Aufführungen, und zwar am 20. Februar 1881 in Winterthur in einem Benefizkonzert für Rauchenecker und am 9. Februar 1883 in Konstanz in einem Sinfoniekonzert der Regimentskapelle Konstanz unter Konstantin Handloser.
Am 13. August 2010 wurde die Ouvertüre vom Sinfonieorchester Biel unter Howard Griffiths in Biel und am 14. August 2010 in Solothurn erneut zur Aufführung gebracht.